# Вукич, Шэрон
Шэ́рон Ву́кич (англ. Sharon Vukich, урожд. Шэ́рон Ко́дзаи, англ. Sharon Kozai, известна также как Шэ́рон Гуд, англ. Sharon Good) — американская кёрлингистка.
В составе женской сборной США участница двух чемпионатов мира (лучший результат — четвёртое место в 1980). Двукратная чемпионка США среди женщин. В составе смешанной парной сборной США участница чемпионата мира 2010 (заняли десятое место). Чемпионка США среди смешанных пар. В составе женской сборной ветеранов США участница двух чемпионатов мира (лучший результат — четвёртое место в 2010). Двукратная чемпионка США среди женщин-ветеранов.
В «классическом» кёрлинге (команда из четырёх человек одного пола) в основном играет на позиции четвёртого, была скипом команды.

## Достижения
- Чемпионат США по кёрлингу среди женщин: золото (1980, 1987).
- Чемпионат США по кёрлингу среди смешанных пар: золото (2010), бронза (2014).
- Чемпионат США по кёрлингу среди ветеранов: золото (2009, 2010), серебро (2012, 2014).

## Команды
| Сезон                                               | Четвёртый     | Третий             | Второй               | Первый            | Запасной                                | Турниры                            |
| --------------------------------------------------- | ------------- | ------------------ | -------------------- | ----------------- | --------------------------------------- | ---------------------------------- |
| 1979—80                                             | Шэрон Кодзаи  | Джоан Фиш          | Бетти Кодзаи         | Айя Эдвардс       |                                         | ЧСШАЖ 1980 · ЧМ 1980 (4 место)     |
| 1986—87                                             | Шэрон Гуд     | Джоан Фиш          | Бет Бронгер-Джонс    | Айя Эдвардс       |                                         | ЧСШАЖ 1987 · ЧМ 1987 (5 место)     |
| 2008—09                                             | Кристин Кларк | Шэрон Вукич        | Emily Good           | Katy Sharpe       | Gabrielle Coleman                       | ЧСШАЖ 2009 (9 место)               |
| 2008—09                                             | Шэрон Вукич   | Джоан Фиш          | Cathie Tomlinson     | Айя Эдвардс       |                                         | ЧСШАВ 2009 · ЧМВ 2009 (6 место)    |
| 2009—10                                             | Шэрон Вукич   | Linda Cornfield    | Susan Curtis         | Бетти Кодзаи      | Dani Thibodeaux                         | ЧСШАВ 2010                         |
| 2009—10                                             | Шэрон Вукич   | Mary Colacchio     | Susan Curtis         | Бетти Кодзаи      | Dani Thibodeaux тренер: Kenneth Thomson | ЧМВ 2010 (4 место)                 |
| 2010—11                                             | Шэрон Вукич   | ?                  | ?                    | ?                 |                                         | ЧСШАВ 2011 (5 место)               |
| 2011—12                                             | Кристин Кларк | Em Good            | Elle LeBeau          | Шэрон Вукич       | тренер: Брэйди Кларк                    | [ 4 ]                              |
| 2011—12                                             | Шэрон Вукич   | Miyo Konno         | Linda Cornfield      | Cathie Tomlinson  |                                         | ЧСШАВ 2012                         |
| 2012—13                                             | Шэрон Вукич   | Cynthia Garzina    | Дженнифер Уэстхейген | Cathie Tomlinson  |                                         | [ 6 ]                              |
| 2012—13                                             | Шэрон Вукич   | Linda Cornfield    | Colleen Richardson   | Бетти Кодзаи      |                                         | ЧСШАВ 2013 (4 место)               |
| 2013—14                                             | Шэрон Вукич   | Linda Cornfield    | Miyo Konno           | Бет Бронгер-Джонс |                                         | ЧСШАВ 2014                         |
| 2014—15                                             | Шэрон Вукич   | Бет Бронгер-Джонс  | Laurel Haigh Gore    | Linda Cornfield   |                                         | ЧСШАВ 2015 (4 место)               |
| Кёрлинг среди смешанных пар (mixed doubles curling) |               |                    |                      |                   |                                         |                                    |
| 2009—10                                             | Шэрон Вукич   | Майк Кальканьо     |                      |                   |                                         | ЧСШАСП 2010 · ЧМСП 2010 (10 место) |
| 2010—11                                             | Шэрон Вукич   | Майк Кальканьо     |                      |                   |                                         | ЧСШАСП 2011 (??? место)            |
| 2011—12                                             | Шэрон Вукич   | Christopher Rimple |                      |                   |                                         | ЧСШАСП 2012 (19 место)             |
| 2013—14                                             | Шэрон Вукич   | David Cornfield    |                      |                   |                                         | ЧСШАСП 2014                        |
| 2014—15                                             | Шэрон Вукич   | David Cornfield    |                      |                   |                                         | ЧСШАСП 2015 (13 место)             |

(скипы выделены полужирным шрифтом)

## Частная жизнь
Представитель семьи кёрлингистов: её мать Бетти Кодзаи, дочь Эмили Гуд (Эм, англ. Emily Good, Em) и сын Джейк Вукич (англ. Jake Vukich) выступают на чемпионатах США и международных турнирах (в том числе, Эм и Джейк выступали как смешанная пара на чемпионате США 2012), с матерью Бетти Шэрон выступала на чемпионатах США и чемпионатах мира. Родители Шэрон, мать Бетти и отец Кирни, до начала розыгрышей чемпионатов США играли в кёрлинг на любительском клубном уровне, были в числе основателей в 1961 одного из самых знаменитых кёрлинг-клубов США Granite Curling Club в Сиэттле (штат Вашингтон). Последний муж Шэрон, Джим Вукич — чемпион США среди мужчин в 1987 и 1989, выступал на двух чемпионатах мира.
Происходит из семьи японских иммигрантов в США с фамилией Кодзаи.
Начала заниматься кёрлингом в 1975.